# Dan Brânzei

Dan Brânzei

Dan Brânzei (n. 21 martie 1942, Iași – d. 11 mai 2012, Iași) a fost un matematician român.

## Biografie
Dan Brânzei este fiul natural al profesorului doctor psihiatru Petre Brânzei, mama sa, medic Elena Brânzei, provenind din Basarabia.
S-a născut într-o familie de medici, tatăl adoptiv fiind psihiatrul de talie mondială Petre Brânzei.
Pasiunea sa pentru matematică s-a conturat pe când se afla la Liceul Internat „C. Negruzzi”, sub îndrumarea profesorului N. Colibaba. În această perioadă începe și colaborarea cu Gazeta Matematică.
După terminatrea liceului, în 1959, intră la la Facultatea de Matematică din cadrul Universității „Alexandru Ioan Cuza” din Iași.
În 1964 este licențiat în matematică, avându-i ca profesori pe Dan Papuc, Radu Miron, Ion L. Creangă și alții.
În 1976 obține doctoratul în matematică, iar în 1980 obține titlul de conferențiar.

## Contribuții științifice
A adus contribuții deosebite în topologia algebrică, fundamentele matematicii, geometria sintetică și geometria proiectivă.
Teza sa de doctorat se referă la minimalitatea sistemului de axiome ale unei structuri diferențiabile, noțiune care stă la baza noțiunii de varietate diferențiabilă.
Contribuțiile sale au condus la îmbunătățirea teoriei algebrice a grupurilor, teorie introdusă de Viktor Vagner.
De asemenea, s-a ocupat cu rezultate notabile de creșterea eficienței predării matematicii în școli, lucru concretizat în special prin manualele și culegerile de probleme pe care le-a editat.
A participat la numeroase conferințe naționale, sesiuni știintifice, dar și la sute de concursuri de matematică, pe care le-a prezidat, fiind de multe ori membru în comisiile centrale ale olimpiadelor naționale. A condus lucrări de licență și de dizertație, fiind, de asemenea, membru al comisiilor de doctorat, precum și președinte a numeroase concursuri de ocupare a posturilor în învățământ sau a examenelor de definitivat.
A fost invitat să susțină conferințe la universități din: Vancouver, Salonic, Atena.

## Scrieri
- 1977, 1982: Introducere în geometrie
- 1982: Modele geometrice
- 1983: Bazele raționamentului geometric
- 1983: Geometria circumstanțială
- 1983: Fundamentele aritmeticii și geometriei, scrisă în colaborare cu Radu Miron și în care construiește o structură matematică pornind de la sistemul axiomatic al lui Hilbert. Lucrarea a avut un puternic ecou internațional.
- 1986: Planul și spațiul euclidian, scrisă în colaborare cu Sebastian Anița și Constantin Cocea.
- 1986: Un algoritm pentru problemele de geometrie.
- 1992: Competență și performanță în geometrie, scrisă în colaborare cu Sebastian și Alice Anița.
- 1995: Backgrounds of Arithmetic and Geometry. An Introduction, scrisă în colaborare cu Radu Miron, apărută la editura World Scientific, Singapore.
- 1995: Metodica predării matematicii, scrisă în colaborare cu Roxana Brânzei.
- 2012: Probleme de pivotare, scrisă în colaborare cu Alexandru Negrescu.
- 2012: Geopovești viitoare. Geometrie transdisciplinară, scrisă în colaborare cu Alexandru Negrescu.